# 2941 Alden
A 2941 Alden (ideiglenes jelöléssel 1930 YV) a Naprendszer kisbolygóövében található aszteroida. Clyde Tombaugh fedezte fel 1930. december 24-én.